# Maria Jesús Viña i Ariño
Maria Jesús Viña i Ariño (Tortosa, 19 de juliol de 1968) és una política catalana d'Esquerra Republicana de Catalunya i diputada al Parlament de Catalunya.
Militant d'Esquerra Republicana de Catalunya des del 1990. Regidora de l'Ajuntament d'Arnes (1995-1999) i del Ajuntament de Tortosa des del 2015.